# Leahy-klass
Leahy-klassen var en klass robotkryssare tillverkade för USA:s flotta i början av 1960-talet. Ursprungligen klassificerade som ”destroyer leaders” (DLG) men omklassades till robotkryssare (CG) 1975. De var avsedda att eskortera hangarfartyg och stridsgrupper. Kryssarna i klassen genomgick moderniseringar i två omgångar på 1970- och 1980-talen och utrangerades på 1990-talet.

## Utveckling
Målet var att bygga en klass med fartyg med samma eldkraft (med robotar) och uthållighet som de äldre robotkonverterade kryssarna men till samma kostnad som robotbeväpnade jagare. För att uppnå detta baserades skrovet på en förlängd variant av Farragut-klassen och utrustades med en robotlavett i varje ände (så kallad double ended cruiser). Resultatet blev en lätt kryssare utan bepansring och med endast lätt artilleri.
Det sista fartyget i klassen, Bainbridge, modifierades för atomdrift genom att de fyra konventionella ångpannorna byttes ut mot två D2G tryckvattenreaktorer. För att få plats med dem och deras kontrollsystem gjordes skrovet 5 meter längre och deplacementet ökades med 1 300 ton. Även besättningen ökades med 45 man.
Mellan 1967 och 1972 genomgick alla fartyg ett moderniseringsprogram där 76 mm kanonerna byttes ut mot Harpoon-robotar och Phalanx-kanoner. Terrier-robotarna byttes också ut mot modernare Standard-robotar. I slutet av 1980-talet genomgick de ytterligare ett moderniseringsprogram (New Threat Upgrade) med modernare radar (AN/SPS-48 och AN/SPS-49) och modernare eldledning. I samband med detta renoverades också andra delar av fartygen som maskinrum, kabyss osv.

## Fartyg i klassen

### USSLeahy(CG-16)
Kölsträckt: 3 december 1959, Sjösatt: 1 juli 1961, Tagen i tjänst: 4 augusti 1962, Avrustad: 1 oktober 1993, Skrotad 2005.

Fartyget namngavs efter William D. Leahy. Efter en första provtur i Karibien överfördes Leahy från Boston till Charleston där hon blev flaggskepp för 6:e jagarflottiljen i september 1953. Under vintern 1963–1964 genomförde hon olika luftvärnsövningar i Karibien för att april delta i amfibieövningen Quick Kick. I juli 1964 blev hon detacherad till sjätte flottan i Medelhavet för att agera eskort åt hangarfartyget USS Forrestal. Hon återvände till Charleston lagom till jul. Under våren 1965 deltog hon i USA:s intervention i Dominikanska republiken. I november 1965 återvände hon till Medelhavet för en andra kryssning som varade fram till april 1966. Under hösten 1966 seglade hon runt Sydamerika via Panamakanalen i september och Magellans sund i oktober för att återvända till Charleston i december. I januari 1967 påbörjade Leahy sin första modernisering i Philadelphia. Hon kom att ligga i torrdocka i över ett år. Hon sjösattes igen i maj 1968 och kunde återgå i tjänst i augusti, den här gången med Norfolk som bas. Under hösten 1968 deltog hon i övningen UNITAS tillsammans med flera sydamerikanska länders flottor. I september 1970 beordrades Leahy till Medelhavet som en respons på Svarta september. I över sju månader ingick hon i Forrestals stridsgrupp och återvände till Norfolk i maj 1971. Hon genomförde ytterligare tre patruller i Medelhavet 1972, 1974 och 1975. I maj 1975 blev Leahy och robotjagaren USS Tattnall de första amerikanska örlogsfartygen att besöka Sovjetunionen sedan andra världskriget då de genomförde ett flottbesök i Leningrad.
I januari 1976 överfördes Leahy till Stillahavsflottan och baserades i San Diego, Kalifornien. i juni 1976 räddade hon 22 besättningsmän från forskningsfartyget Aquasition som började brinna och till slut sjönk. I november 1976 lades hon på nytt i torrdocka för översyn, även den här gången över ett år. Först i juli 1978 kunde hon påbörja sin första kryssning i Stilla havet tillsammans med stridsgrupp Constellation. Hennes nästa kryssning i Stilla havet påbörjades i maj 1980. I september och oktober eskorterade hon hangarfartygen Midway och Dwight D. Eisenhower i Arabiska havet och Persiska viken då man fruktade att även Saudiarabien skulle bli indraget i Iran–Irak-kriget. Nästa kryssning i mars 1983 var tillsammans med det nyligen upprustade slagskeppet USS New Jersey till Filippinerna, Japan, Sydkorea och Hongkong. 1984 och 1986 genomförde hon ytterligare två kryssningar, båda som eskort åt USS Carl Vinson. År 1988 genomgick hon uppgraderingen New Threat Upgrade. Leahy deltog inte i Kuwaitkriget, men anlände till Persiska viken i april 1991. År 1992 deltog hon tillsammans med USS Kitty Hawk i den amerikanska interventionen i Somalia och 1993 deltog hon i operation Southern Watch. I oktober 1993 avrustades hon och placerades i malpåse i Benicia, Kalifornien. Hon skrotades i Brownsville, Texas i juli 2005.

### USSHarry E. Yarnell(CG-17)
Kölsträckt: 31 maj 1960, Sjösatt: 9 december 1961, Tagen i tjänst: 2 februari 1963, Avrustad: 20 oktober 1993, Skrotad i april 2002.

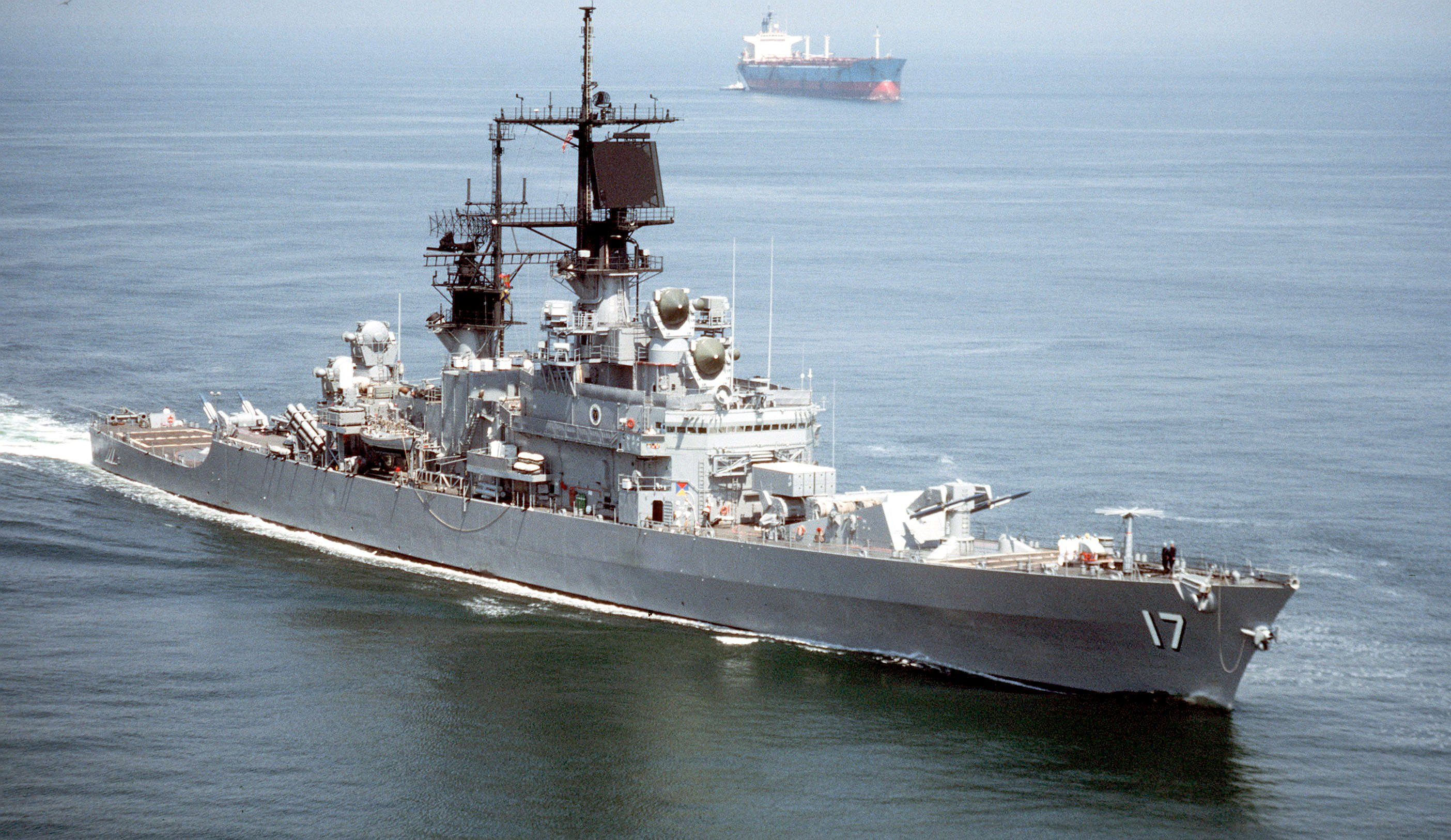
USS Harry E. Yarnell (CG-17), maj 1990.

Redan under provturerna i april 1963 blev Harry E. Yarnell inkallad att delta i sökandet efter den försvunna atomubåten USS Thresher. Hösten 1963 patrullerade hon i Karibien och våren 1964 längst USA:s östkust. I september 1964 korsade hon Atlanten för att delta i en NATO-övning som avslutades med ett flottbesök i Amsterdam. Därefter patrullerade hon i Medelhavet tills hon återvände till Norfolk i februari 1965. Nästa patrull i Medelhavet påbörjades i oktober 1965 och i januari 1966 gick hon in i Svarta havet. Hon återvände till Norfolk i mars. Resterande delen av året ägnades åt övningar i Mexikanska golfen innan hon påbörjade sin tredje medelhavspatrull 1967. Under 1968 moderniserades hon och beväpnades med Harpoon-robotar och Phalanx-kanoner i stället för de omoderna 76 mm kanonerna. Efter moderniseringen baserades hon i Newport där hon genomförde övningar och tester under resten av 1969. År 1970 seglade hon runt Sydamerika via Venezuela, Brasilien, Argentina, Magellans sund, Chile, Peru och Panamakanalen. På hösten 1972 påbörjade hon sin sista medelhavspatrull då hon bland annat besökte Neapel, Genua, Venedig, Nice, Mallorca, Valencia, Barcelona, Aten, Korfu, Rhodos och Kavala. I juni 1990 besökte Yarnell Gdynia tillsammans med fregatten USS Kauffman, vilket var första gången som amerikanska örlogsfartyg gästade Polen sedan 1927. I oktober 1993 utrangerades Harry E. Yarnell och såldes som skrot i april 1995. Köparen gick dock i konkurs och fartyget återlämnades till flottan i december 1996 i delvis skrotat skick. Hon skrotades slutligen i april 2002.

### USSWorden(CG-18)
Kölsträckt: 19 september 1961, Sjösatt: 2 juni 1962, Tagen i tjänst: 3 augusti 1963, Avrustad: 1 oktober 1993, Sänkt som skjutmål 17 juni 2000.

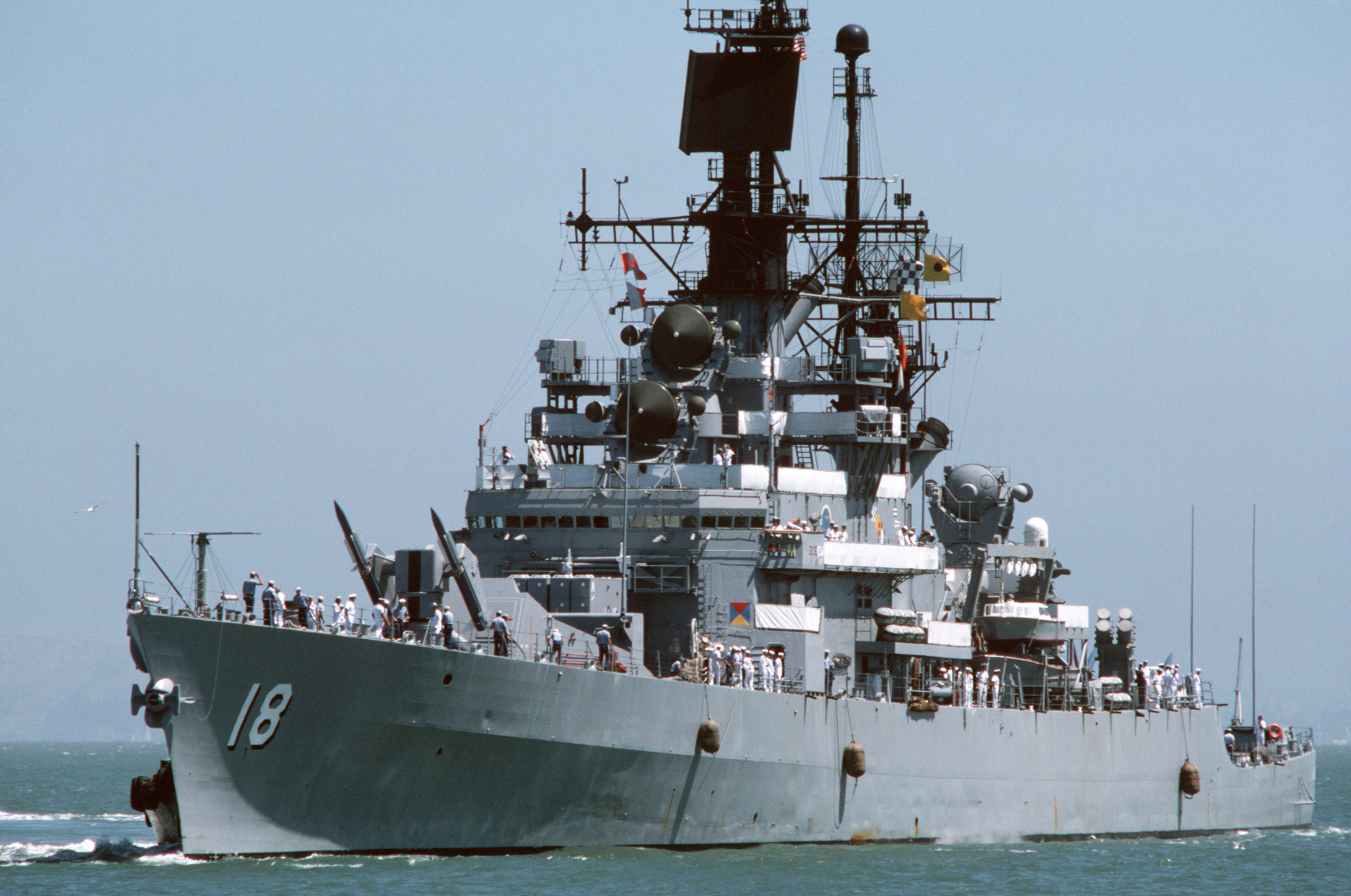
USS Worden (CG-18) i San Francisco, juli 1986.

Efter att Worden tagits i tjänst seglade hon till San Diego i Kalifornien dör hon blev flaggskepp för en jagarflottilj. Under våren 1964 genomförde hon luftvärnsövningar och i augusti påbörjade hon sin första kryssning i Stilla havet där hon bland annat besökte Midway, Guam, Subic Bay, Yokosuka och Hongkong. Hon återvände till San Diego i februari 1965. I november 1965 deltog hon i övningen Range Bush utanför Kalifornien. I januari 1966 detacherades hon till sjunde flottan och seglade via Pearl Harbor, Guam och Subic Bay till Tonkinbukten där hon patrullerade mellan Vietnam och Hainan. Worden ingick under patrullen i stridsgrupp Ranger och hade till huvudsaklig uppgift att stridsleda jaktflygplan från hangarfartyget. Hon fick också en räddningshelikopter stationerad ombord och kunde rädda två nedskjutna piloter, den ena bara fem kilometer från vietnamesiska kusten. Hon återvände till San Diego i juli efter ett kortare uppehåll i Yokosuka. Under hösten 1966 och våren 1967 genomförde hon flera luftvärnsövningar utanför Kalifornien och deltog i övningen Comtuex. I april var det dags för hennes andra mission till Vietnam, hon anlände till Da Nang i maj. Under återvägen i september gjorde hon ett uppehåll i Hongkong då hon kolliderade med ett grekiskt fraktfartyg och fick mindre skador. I januari 1968 lades Worden i torrdocka för sin första uppgradering. Hon kunde återtas i tjänst i maj. Under hösten 1968 deltog hon i övningen Beat Cadence för att återigen segla till Vietnam i november. Efter ett kortare uppehåll runt nyår för besök i Chilung och Sasebo återvände hon till San Diego i april via Sydney, Wellington, Pago Pago. I september 1969 seglade hon via Acapulco och Panamakanalen till Bath, Maine. I Bath lades hon i torrdocka för en större uppgradering och modernisering som tog arton månader. Hon togs i tjänst igen i januari 1971 och anlände till sin nya hemmabas i Long Beach, Kalifornien i mars. I september ändrades hennes hemmabas igen, den här gången till Yokosuka i Japan som en permanent del av sjunde flottan. I januari 1972 avseglade hon återigen mot Vietnam och Tonkinbukten där hon nu opererade närmare den vietnamesiska kusten än tidigare. I mars återvände hon till Japan för att delta i amfibieövningen Golden Dragon. I april var hon återigen i Tonkinbukten, den här gången som eskort åt hangarfartyget USS Coral Sea. Den 15 april träffades Worden av två stycken AGM-45 Shrike avfyrade av misstag. En besättningsman dödades och nio skadades. Worden reparerades i Subic Bay och kunde i maj återuppta sitt eskortuppdrag, den här gången med USS Midway och USS Kitty Hawk. I oktober 1972 var hon tillbaka i Yokosuka och lades i torrdocka för byte av propellrar. Under våren 1973 skyddade Worden minsveparna som deltog i Operation Endsweep. Efter Vietnamkrigets slut flyttades fokus mer mot ubåtsjakt och hon deltog också i ubåtsjaktövningar med de japanska och sydkoreanska flottorna under vintern 1973–1974. Under sommaren 1974 och 1975 opererade hon tillsammans med hangarfartyget Midway i Japanska havet. Under våren 1975 eskorterade hon hangarfartyget USS Coral Sea vars flygplan utgjorde luftskyddet under operation Frequent Wind. Under hösten 1975 genomförde hon en kryssning i Indiska oceanen via Subic Bay till Singapore, Colombo och Bandar Abbas. År 1976 tillbringades antingen i torrdocka, i hamn eller i vattnen nära Japan. Under sommaren 1976 ställdes ett flertal besättningsmän inför krigsrätt eller fick administrativa bestraffningar i samband med en utredning om narkotikainnehav ombord.
År 1980 lämnade Worden sjunde flottan och baserades i Pearl Harbor på Hawaii. Under slutet av 1980-talet moderniserades hon enligt programmet New Threat Upgrade. Efter Iraks invasion av Kuwait i augusti 1990 avseglade hon till Persiska viken där hon fick ansvaret för luftrummet över norra delen av viken. När operation Desert Storm inleddes dirigerade hennes stridsledare stridsflyg över Kuwait och södra Irak. Senare under 1991 patrullerade hon utanför Mexikos kust och beslagtog ett stort parti kokain. År 1992 genomförde Worden sin sista patrull till Persiska viken för att understödja operation Southern Watch. Hon utrangerades i oktober 1993 och sänktes som skjutmål nordväst om Kauai.

### USSDale(CG-19)
Kölsträckt: 6 september 1960, Sjösatt: 28 juni 1962, Tagen i tjänst: 23 november 1963, Avrustad: 27 september 1994, Sänkt som skjutmål 6 april 2000.

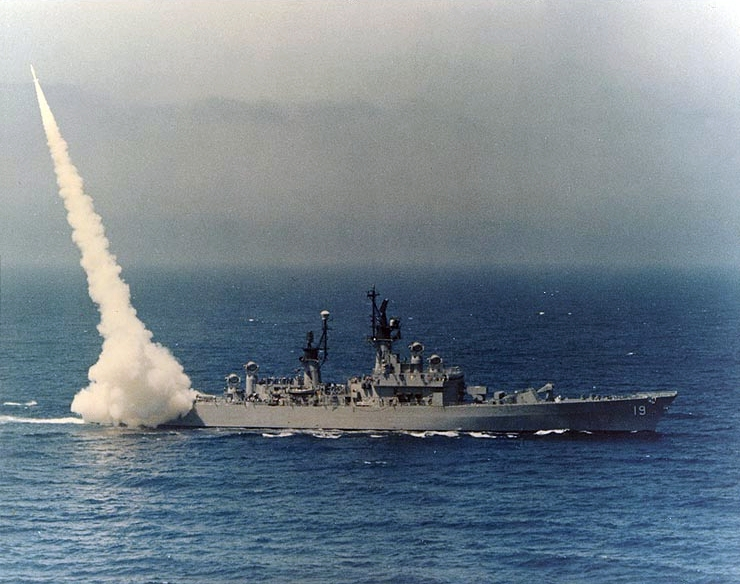
USS Dale (CG-19) avfyrar en Terrier-robot, april 1964.

Efter att hon tagits i tjänst tilldelades Dale sjunde flottan och gjorde totalt fem kryssningar till vattnen utanför Vietnam under åren 1965–1970, huvudsakligen i Tonkinbukten. I november 1970 lades hon i torrdocka i Bath, Maine för en genomgående modernisering. Hon togs i tjänst igen i december 1971, den här gången i sjätte flottan i Medelhavet. Under Oktoberkriget patrullerade hon utanför Israels kust. I december 1973 deltog hon i övningen Blue Nose i Norska havet. I februari 1973 ombaserades hon till Mayport, Florida varifrån hon patrullerade Karibien under 1974 och början av 1975. Hösten 1975 patrullerade hon återigen i östra Medelhavet för att bevaka utvecklingen under Inbördeskriget i Libanon. I juli 1976 var det dags för en ny uppgradering där hennes Terrier-robotar byttes ut mot Standard-robotar och hon utrustades med ny luftspaningsradar och nytt eldledningssystem. I juni 1978 patrullerade hon återigen i Karibien. Under hösten 1979 tjänstgjorde hon som flaggskepp för Striking Force Atlantic och deltog i NATO-övningen Ocean Safari. Sommaren 1980 patrullerade hon i Medelhavet och gjorde även en avstickare till Svarta havet för ett flottbesök i Constanța, Rumänien. I mars 1981 moderniserades hon igen, den här gången med Harpoon-robotar och Phalanx-kanoner. Vintern 1982–1983 patrullerade hon återigen Medelhavet och besökte bland annat Villefranche-sur-Mer och Aten innan hon passerade Suezkanalen till Indiska oceanen där hon besökte Karachi, Trincomalee och Mombasa. Under en övning i Indiska oceanen kolliderade den brittiska fregatten HMS Ambuscade med Dale. Båda fartygen fick mindre skador. I april 1986 deltog hon i konfrontationen med Libyen under operation El Dorado Canyon. Vintern 1988–1989 ingick hon i stridsgrupp America i Medelhavet. Efter det patrullerade hon huvudsakligen Karibien i jakt på narkotikasmugglare. År 1991 patrullerade hon Persiska viken för att upprätthålla FN:s sanktioner mot Irak efter Kuwaitkriget. År 1993 gjorde hon samma sak i Joniska och Adriatiska havet under operation Deny Flight. Dale utrangerades 27 september 1994 och sänktes som skjutmål 6 april 2000.

### USSRichmond K. Turner(CG-20)
Kölsträckt: 9 januari 1961, Sjösatt: 6 april 1963, Tagen i tjänst: 13 juni 1964, Avrustad: 31 mars 1995, Sänkt som skjutmål 9 augusti 1998.

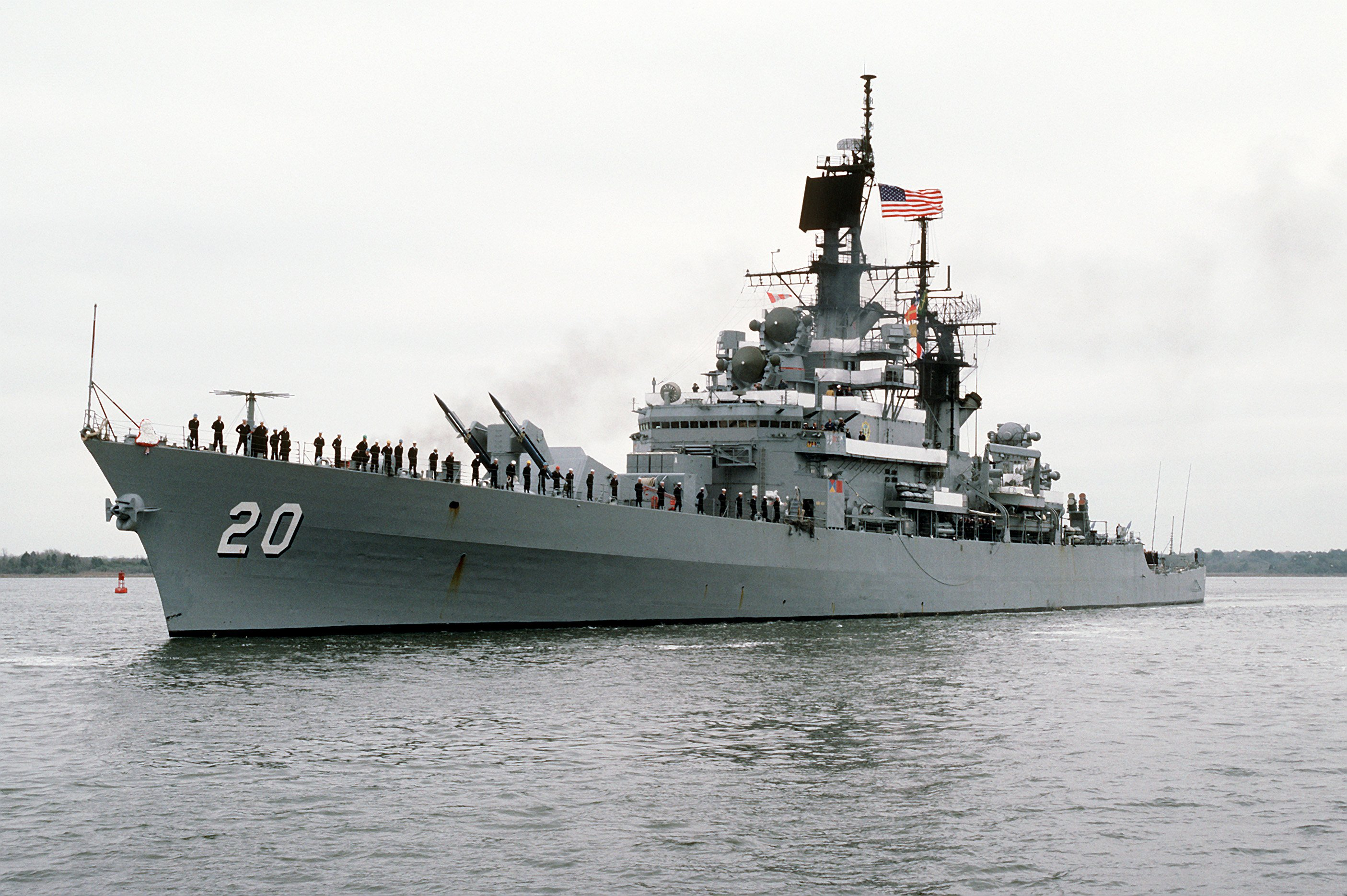
Richmond K. Turner återvänder till Charleston efter sex månader i Persiska viken, mars 1998.

Efter att Turner i augusti 1964 tagits i tjänst i Philadelphia seglade hon via Yorktown, Norfolk, Guantánamo, Panamakanalen och Acapulco till San Diego. I juni 1965 avseglade hon för att ansluta till Stridsgrupp 77 utanför Vietnam. I september började hon genomföra självständiga uppdrag i Tonkinbukten. Hon återvände till San Diego i december. Hon genomförde ytterligare två kryssningar till Vietnam under 1966–1967 och 1968. Under 1969 tjänstgjorde hon som utbildningsfartyg för ubåtsjakt i hemmavattnen utanför Kalifornien. I januari 1970 påbörjade hon sin fjärde patrull i västra Stilla havet. Den här gången till en början i Japanska havet för att i juni segla söderut till Vietnam. I augusti återvände hon till San Diego. I mars 1971 anlände Turner till Bath, Maine för sin första uppgradering. Hon togs åter i tjänst i april 1972, den här gången i Atlantflottan med Newport som bas. Under hösten 1973 deltog hon i den internationella övningen UNITAS. I början av 1974 ombaserades hon till Norfolk, Virginia.
Under vintern 1974–1975 patrullerade hon i Medelhavet varefter hon lades in på varv för uppgradering där hon bland annat fick sina 76 mm kanoner utbytta mot Harpoon-robotar. Hösten 1978 bevakade hon sovjetiska signalspaningsfartyg i Karibien. År 1979 patrullerade hon återigen i Medelhavet, framför allt utanför Libyens kust. Under 1980 genomgick Turner ett moderniseringsprogram där hon bland annat utrustades med Phalanx-kanoner. Den 24 mars 1986 avfyrade hon en Harpoon-robot mot ett oidentifierat mål i Sidrabukten. Under hösten 1988 patrullerade hon i Persiska viken under operation Earnest Will. Under Kuwaitkriget ingick hon som luftförsvarseskort i Stridsgrupp Theodore Roosevelt. Efter Kuwaitkriget fortsatte hon att patrullera Persiska viken och Röda havet för att upprätthålla FN:s sanktioner mot Irak. I april 1991 deltog hon i operation Provide Comfort. Turner tilldelades flera utmärkelser för sina insatser under och efter kriget. Hennes sista insats var under operation Deny Flight i Adriatiska havet 1993. Turner utrangerades 13 april 1995 och sänktes som skjutmål utanför Puerto Rico 9 augusti 1998.

### USSGridley(CG-21)
Kölsträckt: 15 juli 1960, Sjösatt: 31 juli 1961, Tagen i tjänst: 25 maj 1963, Avrustad: 21 januari 1994, Skrotad i mars 2005.

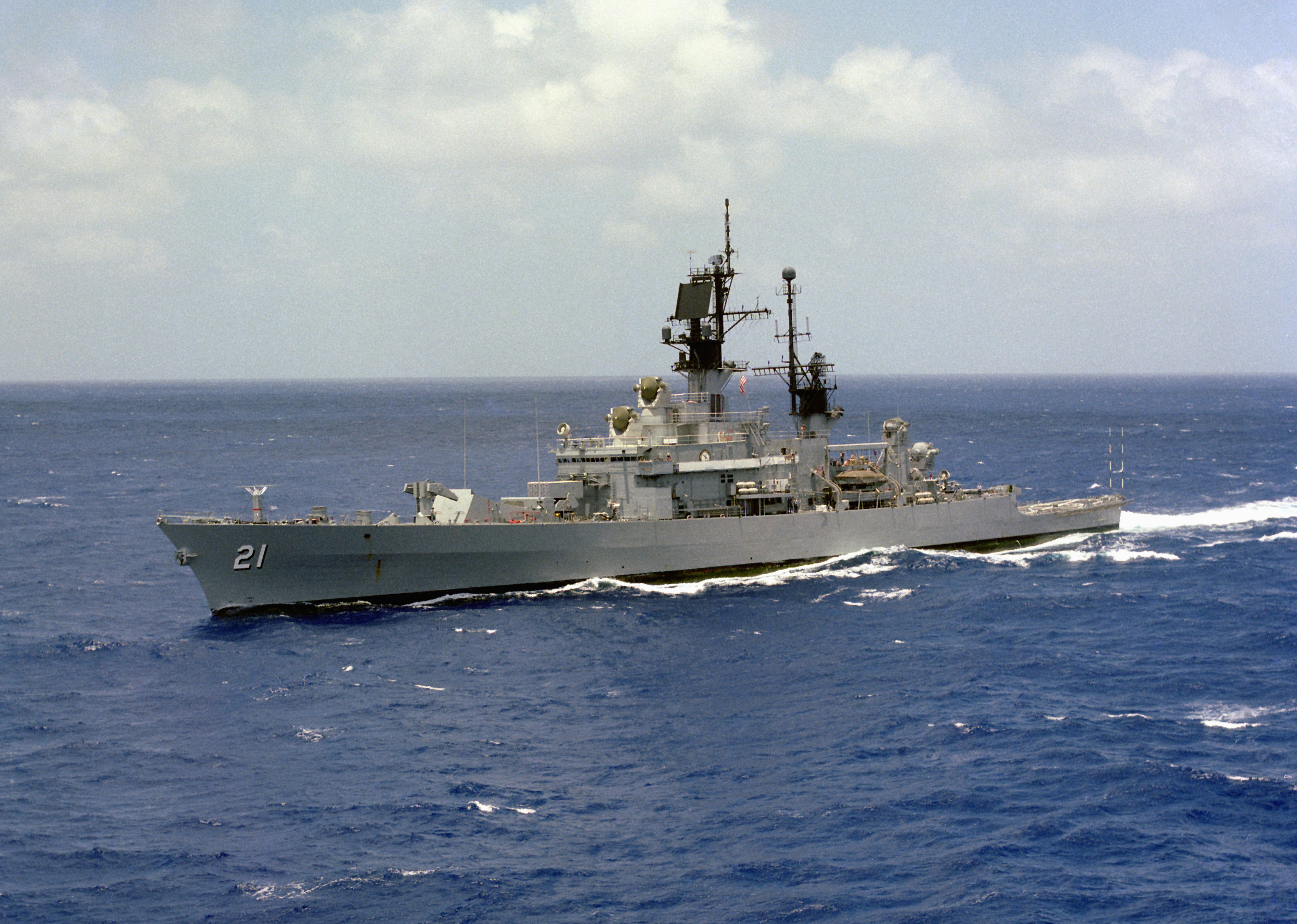
USS Gridley (CG-21) utanför Hawaii, maj 1981.

Efter att Gridley tagits i tjänst genomförde hon ett flottbesök i British Columbia innan hon återvände till Pugetsundet. I december 1963 anslöts hon till Stillahavsflottan och blev flaggskepp för 19:e eskadern baserad i Long Beach, Kalifornien. I april 1964 avseglade hon via Pearl Harbor till Adelaide för att delta i hågkomsten av Slaget om Korallhavet. Därefter seglade hon via Subic Bay och Okinawa till Sasebo i Japan. Efter Tonkinbuktsintermezzot beordrades hon i början av augusti söderut tillsammans med hangarfartyget USS Constellation för att förstärka de amerikanska styrkorna utanför Vietnams kust. I november återvände hon till Long Beach. I juli 1965 var det dags för nästa vända till Vietnam via Pearl Harbor och Yokosuka. Hon återvände till Long Beach i februari 1966. År 1965 fick Gridley också utmärkelsen Capt. Edward F. Ney Memorial Award för den bästa mathållningen i flottan. Under 1967 och 1968 genomförde hon ytterligare två kryssningar till Vietnam, den andra av den med fänrik John Kerry i besättningen. Under större delen av 1969 och 1970 genomgick hon ett moderniseringsprogram där hon bland annat fick ny radar, nytt stridsledningssystem och Standard-robotar. Efter det genomförde hon ytterligare en vända till Vietnam där hon ingick i luftförsvaret av de amerikanska hangarfartygen. Sin sista vända till Vietnam gjorde hon på våren 1975 då hon ingick i Stridsgrupp 77 under operation Frequent Wind. Hon deltog också i jakten på S/S Mayaguez som i maj 1975 kapats av Röda khmererna. I augusti 1976 yxmördades två amerikanska militärobservatörer i Koreas demilitariserade zon av Koreanska Folkarmén. Gridley som då låg i Yokosuka tillsammans med stridsgrupp Midway gick omedelbart till sjöss för att understödja den efterföljande operation Paul Bunyan. År 1979 skickades Gridley till Persiska viken som en reaktion på Gisslankrisen i Iran och fortsatte att patrullera Arabiska havet fram till sommaren 1980. Under den patrullen besökte hon också Mogadishu. År 1982 moderniserades hon igen och fick bland annat ny sonar, Harpoon-robotar och Phalanx-kanoner. I juli 1987 var hon tillbaka i Persiska viken som en del av stridsgrupp Ranger under operation Nimble Archer. I december 1988 var hon återigen tillbaka i Persiska viken för att eskortera oljetankers under slutskedet av  operation Earnest Will. Hon återvände till San Diego i juni 1989 och bidrog i räddningsarbetet efter Loma Prieta-skalvet i oktober. Under nästan hela 1990 låg Gridley på varv för hennes sista uppgradering av stridsledning, eldledning, inkvartering och kabyss. I juni 1992 ingick hon i stridsgrupp Independence under inledningen av operation Southern Watch. Under 1993 eskorterade hon USS Constellation från Acapulco till San Diego. Efter ett besök i San Francisco i oktober avrustades Gridley. Hon bogserades till Suisun Bay där hon fick ligga tills hon skrotades år 2005.

### USSEngland(CG-22)
Kölsträckt: 4 oktober 1960, Sjösatt: 6 mars 1962, Tagen i tjänst: 7 december 1963, Avrustad: 21 januari 1994, Skrotad i oktober 2004.

### USSHalsey(CG-23)
Kölsträckt: 26 augusti 1960, Sjösatt: 15 januari 1962, Tagen i tjänst: 20 juli 1963, Avrustad: 28 januari 1994, Skrotad i november 2003.

### USSReeves(CG-24)
Kölsträckt: 1 juli 1960, Sjösatt: 12 maj 1962, Tagen i tjänst: 15 maj 1964, Avrustad: 12 november 1993, Sänkt som skjutmål 31 maj 2001.

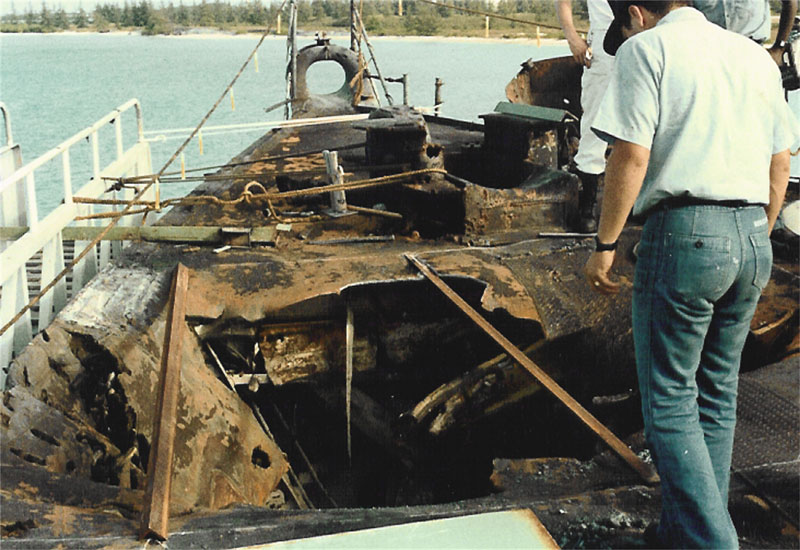
Skadorna av den övningsbomb som träffade Reeves under en övning i oktober 1989.

Efter ett Reeves tagits i tjänst baserades hon i Long Beach, Kalifornien. I april 1965 påbörjade hon sin första kryssning för sjunde flottan till Vietnam. Hennes uppgift var luftförsvar för Stridsgrupp 77, först för USS Oriskany och sedan för USS Midway. Hon återvände till Long Beach i november 1965. I maj 1966 tilldelades hon återigen sjunde flottan och baserades i Yokosuka dit hon anlände i juni. Under två år pendlade hon mellan hemmabasen i Yokosuka och vattnen utanför Vietnam, framför allt Tonkinbukten. I augusti 1968 återvände hon till Long Beach och i början av 1969 avseglade hon till Bath, Maine för en första större översyn och modernisering. I april 1970 var hon åter i tjänst och seglade via Kingston, Panamakanalen och Acapulco till sin nya hemmabas, Pearl Harbor. Därifrån fortsatte hon sina kryssningar till Vietnam; juni till december 1971 och september 1972 till mars 1973. Efter Vietnamkriget fortsatte hon att vara baserad på Hawaii och patrullerade därifrån i Stilla havet och Indiska oceanen. I januari 1980 skickades hon till Persiska viken under  Gisslankrisen i Iran. Under 1980-talet var Reeves återigen baserad i Yokosuka för att understödja hangarfartygen i Stilla havet. I mars 1986 skuggade hon det sovjetiska hangarfartyget Minsk. I november 1986 genomförde Reeves tillsammans med jagaren USS Oldendorf och fregatten USS Rentz USA:s första flottbesök i Kina sedan 1949 då de besökte Qingdao. I maj 1987 beordrades hon återigen till Persiska viken för att eskortera oljetankers under operation Earnest Will. Under en övning i oktober 1989 träffades Reeves av misstag av en 225 kg övningsbomb från en F/A-18 Hornet. Bomben som träffade fördäck slog upp ett 2 meter stort hål och skadade fem sjömän. Reeves avrustades i november 1993 och lades i malpåse fram till maj 2001 då hon sänktes som skjutmål utanför Queensland.

### USSBainbridge(CGN-25)
Kölsträckt: 5 May 1959, Sjösatt: 15 april 1961, Tagen i tjänst: 6 oktober 1962, Avrustad: 13 september 1996, Skrotad i oktober 1999.

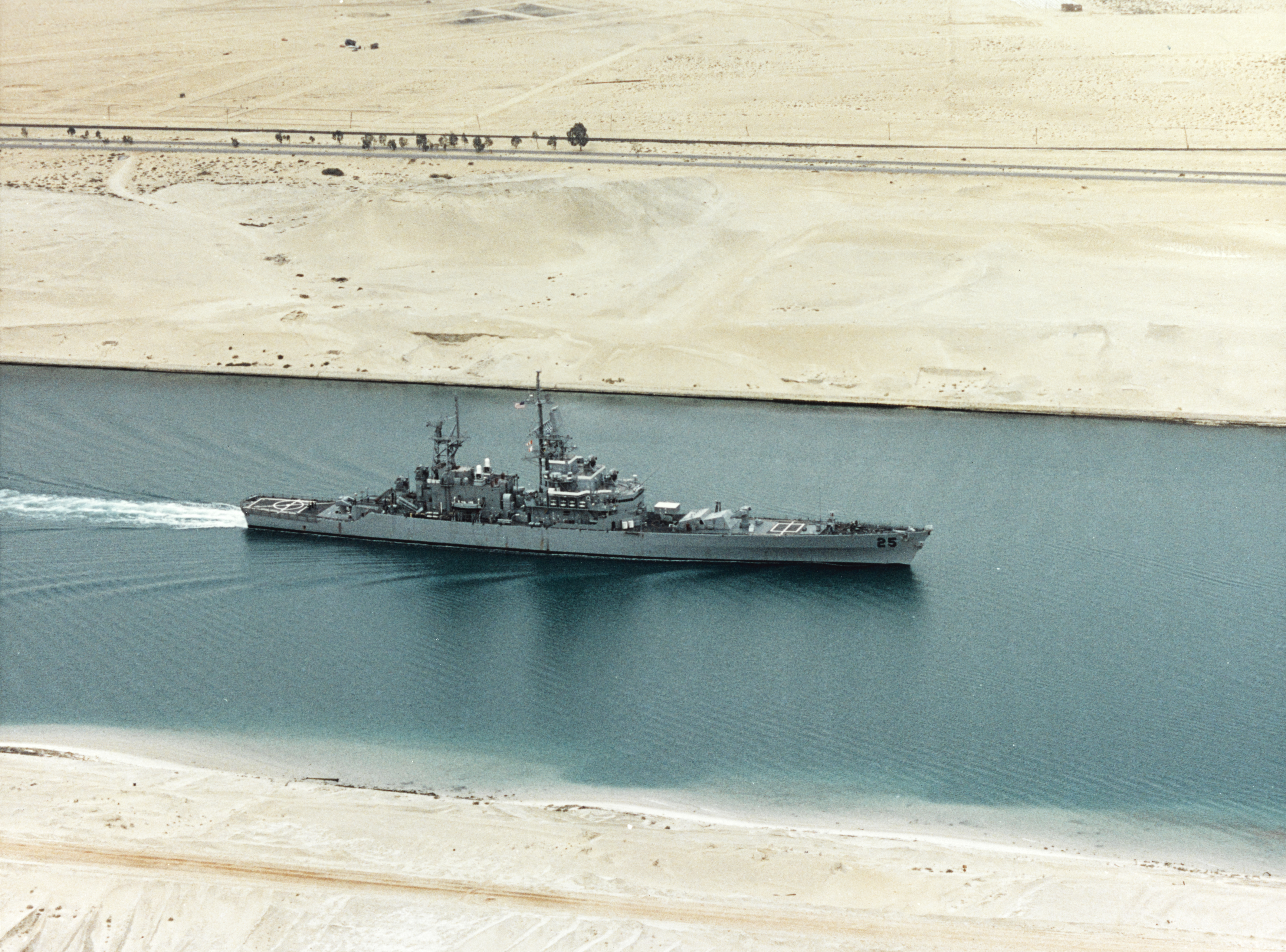
Bainbridge passerar Suezkanalen.

Bainbridge skiljer sig från sina systerfartyg genom att hon byggdes för atomdrift. I stället för fyra konventionella ångpannor fick hon två stycken D2G tryckvattenreaktorer. För att få plats med dem och deras kontrollsystem gjordes skrovet 5 meter längre och deplacementet ökades med 1 300 ton. Även besättningen ökades med 45 man.
Efter att hon tagits i tjänst genomförde hon under vintern en patrull i Karibien innan hon i februari 1963 avseglade till Medelhavet. Från juni till oktober 1964 genomförde hon en världsomsegling tillsammans med USS Enterprise och USS Long Beach (operation Sea Orbit). I oktober 1965 rundade hon Godahoppsudden på väg till Vietnam. Där tjänstgjorde hon med hangarfartygseskort och radarspaning innan hon i juni 1966 anlände till sin nya hemmabas; Long Beach i Kalifornien. Vintern 1967–1968 genomgick hon bränslebyte och översyn innan hon återvände till Vietnam. Totalt kom hon att göra fem vändor till Vietnam under kriget. Fån juni 1974 till september 1976 genomgick hon ytterligare ett bränslebyte med modernisering. Hon fortsatte att patrullera Stilla havet och Indiska oceanen under resten av 1970-talet. Efter sitt sista bränslebyte under 1983–1985 förflyttades hon till Atlantflottan och började patrullera Karibien efter narkotikasmugglare. Hon genomförde också flera patruller i Medelhavet norr om Sidrabukten, bland annat i samband med operation El Dorado Canyon och en patrull i Persiska viken under 1991–1992. År 1994 ingick hon i en NATO-ledd flottstyrka som upprätthöll blockaden av Jugoslavien (operation Sharp Guard och operation Deny Flight). Bainbridge avrustades i oktober 1995 och utrangerades i september 1996. Sommaren 1997 bogserades hon till Bremerton för skrotning.